# Guillem de Ribes

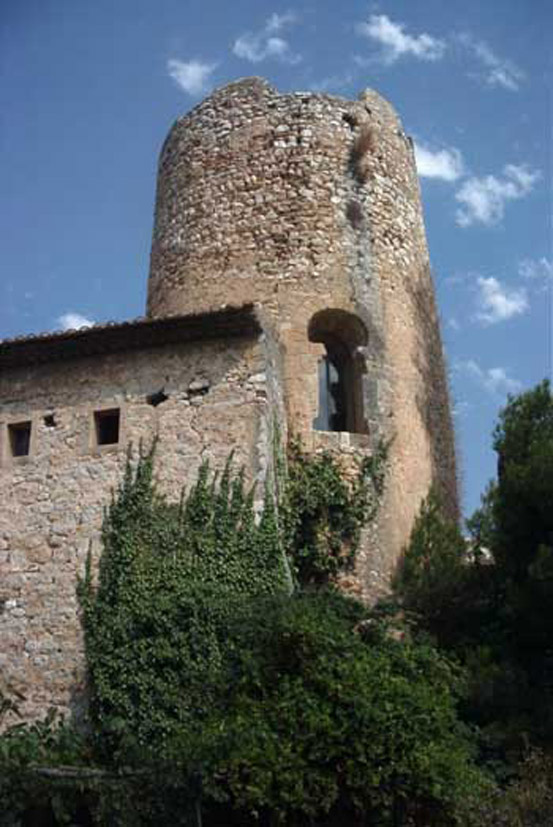
Ruinas del castillo de Ribes, que estuvo en poder de Guillem de Ribes desde c. 1180.

Guillem de Ribes (c. 1140-c. 1220) fue un noble y trovador catalán, compositor de música y versos líricos en lengua occitana antigua.

## Biografía
Debió nacer hacia el año 1140, siendo hijo de Arnau de Ribes, un firme colaborador del conde Ramón Berenguer IV de Barcelona. A este el propio Guillem debió acompañar en su corte barcelonesa. Después del 1180, muerto Arnau y su hermano Ramón de Ribes, se hizo con la administración del castillo de Ribes y sus dominios como señor de hecho, ya que su hermano mayor y formal administrador, Ponç I de Ribes, estuvo la mayor parte de su vida ausente del lugar.
En los primeros años del siglo XIII, Ponç de Blancafort lo demandó ante el tribunal feudal de la curia eclesiástica de Barcelona, alegando que Guillem no hizo nada para impedir, como sería su deber, el asedio y destrucción del castillo de Miralpeix por parte de Berenguer de Castellet y Aymerich de Espiel. Ponç de Blancafort era señor de Vilarroja y también gobernaba la jurisdicción civil y judicial de Miralpeix, de cuyo castillo era dueño Gombau de Miralpeix, subfeudatario del señor de Ribes. Probablemente por la negativa de Guillem de ayudar a la reconstrucción del castillo de Miralpeix, Ponç de Blancafort dejó de pagarle los usos y derechos de la «adempranta», a que venía obligado, como su subfeudatario; Guillem, en tanto, buscó hacer valer sus derechos por la fuerza, lo que ya había ocasionado otros pleitos en el pasado.
Debió fallecer a una edad avanzada hacia 1220.

## Obra
Escribió sus trovas hacia principios de la década de 1170, cuando tenía unos treinta años, antes de heredar el castillo familiar. Sin embargo, ninguna de ellas ha sobrevivido a la posteridad. Se cuenta tan sólo con una única referencia a él en una canción de otro trovador, Peire d'Alvernha, en la cual satiriza a doce trovadores contemporáneos, entre ellos al propio Guillem:
| En Guillems de Ribas lo quins, qu'es malvatz defors e dedins, e ditz totz sos vers raucamen, per que es avols sos retins, e'atretan se'n fari'us chins; e l'uoil semblan de vout d'argen. | Guillem de Ribes es el quinto, quien es malvado por fuera y por dentro y recita todos sus poemas con dureza, porque sus ruidos son terribles, como los que hace un perro; y sus ojos parecen los de una estatua de plata. |

No obstante, para el especialista Martín de Riquer y Morera, la identificación entre el trovador mencionado por Peire d'Alvernha y el señor del castillo de Ribes no deja de ser una hipótesis, debido a la falta de más noticias sobre el personaje.